# Método de Marx

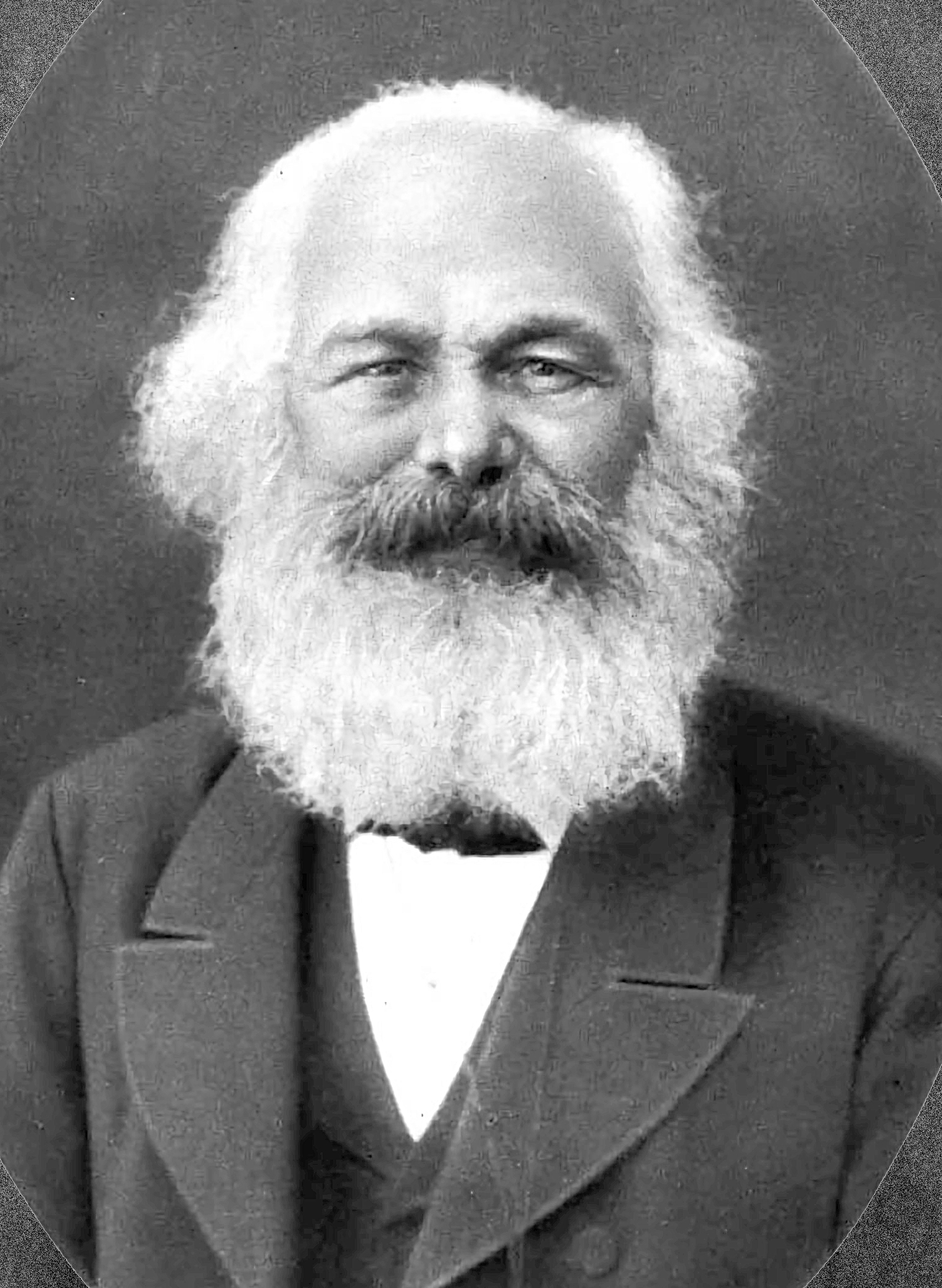
Karl Marx en 1882.

Varios autores marxistas se han centrado en el método de análisis y presentación de Marx (materialista histórico y lógicamente dialéctico) como factores clave tanto para comprender el alcance como la incisividad de los escritos de Karl Marx en general, su crítica de la economía política, así como Grundrisse y El capital en particular. Uno de los ejemplos más claros e instructivos de esto es su discusión sobre la forma-valor, que actúa como guía principal o clave para comprender el argumento lógico tal como se desarrolla a lo largo de los volúmenes de El capital.

## Descripción general
El propio Marx presenta una explicación simplificada en el apéndice de la primera edición alemana de El capital. Marx explica en El capital intentó hacer de manera amena “a excepción del capítulo sobre la forma valor” un estudio crítico de la mercancía y la economía política. Esta última fue más estudiada en la historia que la primera porque “es más fácil de estudiar el cuerpo organizado que las células del cuerpo”. Aclara además que su análisis no será moral sino histórico-natural, donde las personas son solo "personificación de categorías económicas, como portadores de determinadas relaciones e intereses de clase”.
«Ser capitalista es ocupar un puesto, no simplemente personal, sino social, en el proceso de la producción. El capital es un producto colectivo y no puede ponerse en marcha más que por la cooperación de muchos individuos, y aún cabría decir que, en rigor, esta cooperación abarca la actividad común de todos los individuos de la sociedad. El capital no es, pues, un patrimonio personal, sino una potencia social».
«Como capitalista, no es más que capital personificado. Su alma es el alma del capital».
La necesidad de este apéndice fue sugerida por Friedrich Engels y hay un intercambio de correspondencia sobre su propósito y forma. En un postfacio del primer tomo de 1872, Marx aclara frente a sus críticos el fundamento materialista de su método dialéctico empleado en el libro que, a diferencia de Hegel, “lo ideal no es más que lo material transpuesto y traducido en la cabeza del hombre”.
Paul Lafargue, yerno de Marx, describió el método de El capital de la siguiente manera:
[S]u método no era el del geómetra que toma sus definiciones del mundo que lo rodea pero ignora por completo la realidad al sacar sus conclusiones. El capital no da definiciones aisladas ni fórmulas aisladas; ofrece una serie de análisis sumamente inquisitivos que resaltan los matices más evasivos y las gradaciones más esquivas. Marx comienza afirmando el simple hecho de que la riqueza de una sociedad dominada por el modo de producción capitalista se presenta como una enorme acumulación de mercancías; la mercancía, que es un objeto concreto, no una abstracción matemática, es por tanto el elemento, la célula, de la riqueza capitalista. Ahora Marx se apodera de la mercancía, le da vueltas y vueltas y le extrae un secreto tras otro del que los economistas oficiales no eran en absoluto conscientes, aunque esos secretos son más numerosos y profundos que todos los misterios de la Religión católica. Habiendo examinado la mercancía en todos sus aspectos, la considera en sus relaciones con su contraparte, en el intercambio. Luego pasa a su producción y a los requisitos históricos para su producción. Considera las formas que adoptan las mercancías y muestra cómo pasan de unas a otras, cómo una forma es necesariamente engendrada por la otra. Expone el curso lógico del desarrollo de los fenómenos con un arte tan perfecto que uno podría pensar que lo había imaginado. Y, sin embargo, es un producto de la realidad, una reproducción de la dialéctica actual de la mercancía.

## Interpretaciones
Friedrich Engels entendió toda la concepción de Marx no como una doctrina, sino como un método de investigación. "Por consiguiente, aquí habrá que realizar todavía cierto trabajo que Marx, en su primer esbozo, no ha llevado hasta el fin." Engels interpretó en una reseña de Una contribución a la crítica de la economía política de Marx que dos componentes principales del método científico marxista son el método dialéctico de deducción lógica y síntesis genética y su aplicación a la evolución de la historia social real; lo que denominado Ronald L. Meek por "método lógico-histórico". Karl Kaustky define el método de Marx de la siguiente:
En El Capital vemos su concepción de las categorías económicas como históricas, por un lado, y como relaciones puramente sociales, por el otro, claramente diferenciadas de sus formas naturales subyacentes. Sus peculiaridades son deducidas de la observación de sus movimientos, de sus funciones, no de sus respectivas manifestaciones externas. En una palabra, Marx desarrolla las categorías económicas a partir del desarrollo y del movimiento de las relaciones sociales".
Si bien en cada una de estas áreas consideradas por separado hay al menos una serie de trabajos académicos, hay pocos ejemplos de exégesis sustancial y aún menos aplicaciones exitosas del método marxista a los obstáculos fundamentales a la conciencia de clase actual. Esto se refleja tanto en el nivel general de falta de comprensión de la naturaleza social del cambio tecnológico encarnado en la teoría de la forma-valor de Marx, como en la ignorancia generalizada de los detalles del "núcleo racional" de la dialéctica de Hegel cuyas principales "formas de ser" que Marx utilizó para estructurar toda la obra sobre El capital. Su evolución analítica de la relación entre el desarrollo subjetivo y objetivo y sus formas y funciones medidas cualitativamente y cuantitativamente que componen el esqueleto lógico en su presentación son casi universalmente ignoradas. Compárese, por ejemplo, la Lógica de Hegel con la forma-valor de Marx.
El teórico austromarxista Otto Bauer bajo la influencia de las notas de los Grundrisse señala sus vínculos con las categorías de Ciencia de la Lógica de Hegel:
Marx ciertamente imita el método de Hegel. También él busca detrás de la "apariencia de la competencia" lo verdadero y lo real. Y él también quiere encontrar la verdad detrás de la inmediatez del ser, superando la determinación cualitativa del ser en su existencia empírica, postulándola como indiferente y pasando al ser como cantidad pura. Así, en los famosos primeros capítulos del primer volumen de El Capital, las mercancías concretas son despojadas de su determinación (como un vestido, o 20 yardas de lino) y postuladas como meras cantidades de trabajo social. De la misma manera, el trabajo individual concreto se ve privado de su determinación y considerado como una mera "forma de manifestación" del trabajo social general. Incluso los sujetos económicos, estos hombres de carne y hueso, con el tiempo pierden su existencia aparente y se convierten en meros "órganos del trabajo" y "agentes de la producción", uno la encarnación de una cierta cantidad de capital social, y el otro la personificación de un cantidad de fuerza de trabajo social. La cantidad, a la que la existencia o la calidad están ligadas como la medida de Hegel, es aquí el trabajo social. Es la esencia de los fenómenos económicos que, como decía Hegel, no sólo pasa a través de sus determinaciones -recordemos la descripción de Marx de la circulación del capital, que hace que el mismo valor asuma las formas siempre cambiantes de dinero, mercancía, dinero, capital-dinero, capital productivo, capital mercantil- sino que también les gobierna como su ley. El trabajo social se convierte finalmente -y sería una tarea atractiva desarrollar esta idea en detalle- en lo que Hegel llama sustancia, absoluta actividad-de-forma [Formtatigkeit], poder absoluto, del que todos los accidentes surgen.
Más que cualquier otro marxista del siglo XX, Lenin asimiló conscientemente los fundamentos de este enfoque metodológico (a cuyo estudio cuidadoso volvió en los momentos políticos más críticos y se propuso la tarea de aplicarlo a la "cuestiones candentes de nuestro movimiento". Su apreciación de la importancia del conocimiento de los movimientos sociales reales se desprende de sus estudios: El desarrollo del capitalismo en Rusia y sus Cuadernos sobre el imperialismo.

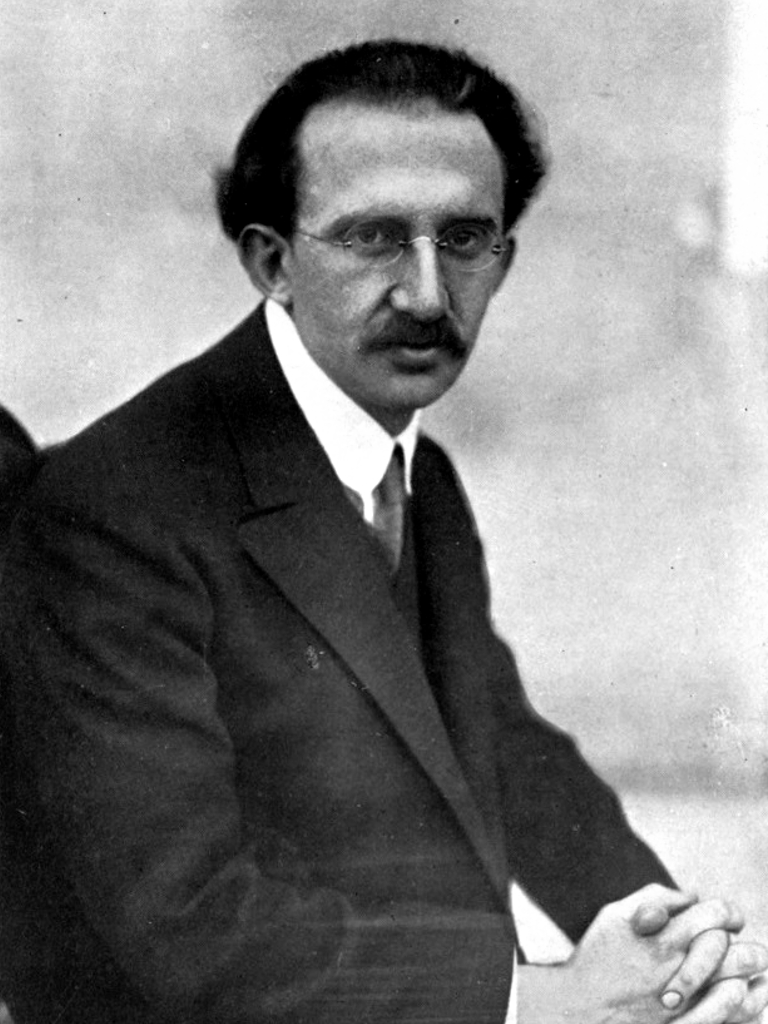
Georg Lukács en 1919.

La carrera revolucionaria de Georg Lukács se vuelve más problemática por su capitulación intelectual ante las presiones del estalinismo. Sin embargo, los ensayos de su período de dirección revolucionaria activa son de importancia incomparable por su reafirmación de la contribución de Hegel al marxismo. Además, su reseña crítica de Nikolái Bujarin publicada como Tecnología y Relaciones Sociales sigue siendo de importancia fundamental como uno de los pocos intentos directos de abordar el problema de la degeneración metodológica de la teoría comunista sobre esta cuestión utilizando un nivel adecuado de conocimientos teóricos e históricos.
Los Ensayos de Isaak Rubin compartían esta apreciación de la debilidad de la teoría comunista (al igual que el trabajo de Korsch y Jakubowski), pero con las excepciones del trabajo de Henryk Grossman en el Instituto de Investigación Social de Frankfurt y Nueva economía de Evgeny Preobrazhensky, Rubin fue en este período casi el único que articuló el contenido metodológico central incorporado en los conceptos teóricos de Marx. El estudio The Making of Marx's 'Capital' de Roman Rosdolsky, que vuelve a enfatizar la importancia del valor de uso en el doble análisis de Marx, fue el resultado de su descubrimiento de una de las raras copias del borrador inédito Grundrisse de Marx para El capital.
Mientras que Lenin había llegado a comprender la importancia de la Lógica de Hegel mediante un estudio extenso, el énfasis de Henryk Grossman surgió de la necesidad de rearticular el método estructural de El capital al abordar el imperialismo al nivel teórico necesario. Sin embargo, Rosdolsky pudo leer a Marx afirmando directamente su enorme deuda con Hegel y explorando en voz alta los problemas metodológicos de la relación entre la investigación y la presentación de su "crítica".
Georg Lukács tuvo en 1930 una experiencia similar al leer los entonces recientemente descifrados Manuscritos Económicos y Filosóficos de 1844, sobre los cuales posteriormente comentó: "el efecto abrumador que produjo en mí la afirmación de Marx de que la objetividad era el atributo material primario de todas las cosas y relaciones... que la objetivación es un medio natural por el cual el hombre domina el mundo y como tal puede ser un hecho positivo o negativo... nos quedó claro que incluso los mejores y más capaces marxistas, como Plejánov y Mehring, no habían "Tenían una comprensión suficientemente profunda de la naturaleza universal del marxismo. Por lo tanto, no entendieron que Marx nos enfrenta a la necesidad de erigir una estética sistemática sobre los fundamentos del materialismo dialéctico". Fue en este período que Lukács comenzó su estudio gemelo sobre El joven Hegel y La destrucción de la razón, analizando, por un lado, la contribución que hizo Hegel a la base científica racional del materialismo dialéctico y, por otro, cómo en una reacción directa Al desarrollo del marxismo se promovieron los elementos irracionalistas del pensamiento de Hegel y se desmembró el elemento crítico revolucionario en el proceso de degeneración de la filosofía burguesa.
El período inmediato de posguerra produjo poco que fuera marxista según estos criterios, con quizás la única excepción de los ensayos de Paul Mattick que defendieron el marxismo teórico ortodoxo, particularmente en la cuestión de la teoría de la crisis de Marx, contra revisionistas como Paul Sweezy. El ensayo de Mattick "La tecnología y la economía mixta" (1966) fue una rara articulación de las limitaciones y el origen social del impulso a la productividad laboral. Mattick se basó sustancialmente en el estudio de Grossman de 1929 La ley de acumulación y el colapso del capitalismo defendiendo su análisis contra Sweezy (1942) y otros antimarxistas que buscaban erradicar la conexión entre la acumulación capitalista y la teoría de las crisis. Mattick argumentó que a pesar de la aparición del auge de la posguerra, el capitalismo continuaría retrasando el desarrollo de las fuerzas productivas y que los límites a la acumulación de capital se reafirmarían. Hasta que el trabajo de Grossman esté completamente disponible en inglés, la crisis económica y la teoría de la crisis de Mattick seguirán siendo la articulación más disponible de la necesidad de una teoría revolucionaria para las condiciones actuales. La década de 1970 vio un resurgimiento de los estudios marxistas que buscaban asimilar los logros teóricos que la política de la clase trabajadora había perdido a mediados del siglo XX.
A partir de estas y otras obras olvidadas de la tradición marxista y de un estudio renovado de los borradores metodológicamente explícitos y de los primeros escritos y correspondencia de Marx, comenzó a surgir una tendencia que luchaba por regresar teóricamente a un auténtico "marxismo de Marx" y llegar a un acuerdo con Los problemas pendientes que enfrenta la crítica marxista de la sociedad capitalista en la segunda mitad del siglo XX. Desgraciadamente, el parón político causado por el colapso en gran parte inesperado de la Unión Soviética resultó en una fragmentación y desmoralización generalizadas incluso entre aquellos escritores marxistas que criticaban las formaciones estatales estalinistas.
La naturaleza de la Unión Soviética, la tenacidad política y el carácter del estalinismo mismo, una explicación del control político y las formas contemporáneas del reformismo en la clase trabajadora y la reafirmación de los fundamentos de la lucha marxista contra el Estado y la ideología burguesa. las armas del nacionalismo, el imperialismo y la opresión de naciones y nacionalidades, la opresión racial y de las mujeres y el papel económico de la familia bajo el capitalismo. Esta tendencia aún tiene que rearticular teóricamente la crítica de Marx al poder ideológico de las políticas de productividad al desafiar la aceptación revisionista de la mistificación tecnológica.